# Недоростков, Вячеслав Валерьевич
Вячеслав Валерьевич Недоростков (5 июля 1967, Степное, Саратовская область, СССР) — советский и российский футболист, выступал на позиции полузащитника и нападающего.

## Карьера

### Выступления в чемпионатах СССР
Родился в Саратовской области, воспитанник СДЮШОР профкома СЭПО (Саратов). Профессиональную футбольную карьеру начал в 1984 году в составе саратовского «Сокола», выступающего во второй союзной лиге. В 1986 году перешёл в состав другого клуба второй лиги — ульяновской «Старта» . В 1989 году выступал в ШВСМ-СКА (Куйбышев). В том же году перешел в другую куйбышевскую команду — «Крылья Советов» . В следующем году вернулся в «Сокол». Дебютировал в футболке саратовского клуба 16 мая 1990 в победном (2: 0) выездном поединке 9-го тура группы «Центр» второй союзной лиги против владимирского «Торпедо». Вячеслав вышел на поле на 80-й минуте, заменив Эдуарда Тумасяна. Дебютировал в составе саратовцев 4 июня 1990 на 87-й минуте проигранного (2: 4) выездного поединка 13-го тура зоны «Центр» второй лиги чемпионата СССР против брянского «Динамо» . Недоростков вышел на поле на 46-й минуте, заменив Олега Притулу. В составе «Сокола» во Второй лиге СССР сыграл 27 матчей и отметился пятью голами. В 1991 году подписал контракт с сочинской «Жемчужиной», которая выступала во Второй лиге чемпионата СССР. В футболке сочинцев сыграл 35 матчей и отметился 13 забитыми мячами.

### Выступления на Украине
В 1992 году уехал на Украину, где подписал контракт с шепетовским «Темпом» . Коллектив из Хмельницкой области получил право стартовать в первом розыгрыше Высшей лиги чемпионата Украины. В составе шепетовского клуба дебютировал 6 марта 1992 в проигранном (0:1) выездном поединке 1-гоо тура подгруппы 1 высшей лиги против николаевского «Эвиса» . Вячеслав вышел на поле в стартовом составе и отыграл весь матч. Дебютным голом за «темповцев» отметился 9 марта 1992 на 66-й минуте проигранного (1:3) выездного поединка 2-го тура подгруппы 1 высшей лиги против одесского «Черноморца». Недоростков вышел на поле в стартовом составе и отыграл весь матч. В составе «Темпа» в чемпионате Украины сыграл 13 матчей и отметился вторым голами. После вылета шепетовского коллектива в Первую лигу покинул расположение клуба.
Летом 1992 года подписал контракт с другой командой высшей лиги — тернопольской «Нивой» . Дебютировал в футболке Тернополя 6 июня 1992 в ничейном (1: 1) выездном поединке 17-го тура подгруппы 2 высшей лиги против луганской «Зари-МАЛС» . Вячеслав вышел на поле на 70-й минуте, заменив Виталия Рудницкого . Единственным забитым мячом за тернопольский клуб отметился 17 июня 1992 на 59-й минуте победного (2: 0) домашнего поединка 20-в тура подгруппы 2 Высшей лиги против Ивано-Франковского «Прикарпатье». Недоростков вышел на поле в стартовом составе и отыграл весь матч . В составе «Нивы» в чемпионате Украины сыграл 13 матчей и отметился 1 голом, еще 4 поединка провел в кубке Украины .

### Возвращение в Россию и завершении карьеры
В 1993 году вернулся в Россию, где подписал контракт с камышинский «Текстильщиком», выступающем в Высшей лиге. Дебютировал в футболке Камышинского коллектива 7 августа 1993 в проигранном (1: 3) выездном поединке 23-го тура Высшей лиги против сочинской «Жемчужины». Вячеслав вышел на поле на 46-й минуте, заменив Сергея Сергеева. Однако после этого матча в составе «Текстильщика» на поле больше не выходил. Поэтому в том же году перешёл в состав клуба второй лиги «Звезда» (Городище). Цвета городищенского клуба защищал до конца сезона 1995 года. За это время во второй лиге сыграл 75 матчей и отметился 13 голами, ещё 4 матча (1 гол) провел в кубке России. С 1996 по 1997 год выступал в саранской «Светотехнике», в этот период во второй лиге провёл 68 матчей и отметился 3-я голами, ещё 1 поединок провел в кубке России. В 1998—1999 годах выступал в новотроицкой «Носте». За этот период во второй лиге сыграл 47 матчей и отметился восьмым голами, ещё 6 матчей (1 гол) провел в кубке России. Также в сезоне 1999/00 годов выступал в мини-футбольном клубе «Саратов-СПЗ-Д».
В 2000 году перешел в состав клуба второй лиги «Хопёр» (Балашов). Дебютировал в футболке балашовского коллектива 20 апреля 2000 в ничейном (0: 0 домашнем поединке 1-го тура зоны «Поволжье» второй лиги против «Металлурга» из Выксы. Недоростков вышел на поле в стартовом составе, а на 72-й минуте его заменил Павел Петрухин. Единственным голом в футболке Балашова отличился 23 апреля 2000 на 85-й минуте победного (1:0) домашнего поединка 2-го тура зоны «Поволжье» против павловского «Торпедо». Вячеслав вышел на поле в стартовом составе и отыграл весь матч. За «Хопер» во Втором дивизионе сыграл 14 матчей и отличился 1 голом, еще 1 поединок провел в кубке России. По окончании сезона 2000 года завершил профессиональную карьеру. Кроме соревнований в большом футболе, выступал и в мини-футбольных соревнованиях. В сезоне 2000/01 годов по полгода отыграл в родном для себя «Арсенале» (пгт Степное) и «Саратове-СПЗ». В 2001 году снова выступал в «большом футболе», выступая на любительском уровне за челябинский «ЛУКойла», а затем и «Металлурга» из Златоуста, где отличился в этом клубе пятью голами. В составе «металлургов» и завершил футбольную карьеру.